# Jordan Hamilton (Basketballspieler)
Jordan Hamilton (* 6. Oktober 1990 in Los Angeles, USA) ist ein US-amerikanischer Basketballspieler.

## Karriere
Jordan spielte in der College-Mannschaft von Texas. Im NBA-Draft 2011 wurde er in der ersten Runde an 26. Stelle von den Dallas Mavericks ausgewählt, aber direkt an die Denver Nuggets transferiert. In diesem mehrere Teams umfassenden Transfer wechselten auch Raymond Felton, Andre Miller, Rudy Fernández und die Rechte an Petteri Koponen das Team.
Am 20. Februar 2014 wurde Hamilton für Aaron Brooks zu den Houston Rockets transferiert. Nach Saisonende unterschrieb er zunächst bei den Toronto Raptors. Er wurde jedoch kurz vor Saisonbeginn entlassen und kurz danach von den Utah Jazz unter Vertrag genommen und wenige Tage später wieder entlassen. Ab Ende Februar 2015 unterschrieb er zwei aufeinander Folgende 10-Tages-Verträge bei den Los Angeles Clippers.

## Statistiken

### Regular Season
| Jahr      | Team  | SP | SG | MPS  | WG% | 3P%  | FW% | RPS | APS | SPS | BPS | PPS  |
| --------- | ----- | -- | -- | ---- | --- | ---- | --- | --- | --- | --- | --- | ---- |
| NCAA 2010 | Texas | 36 | 30 | 32,2 | 47  | 38,5 | 71  | 7,7 | 1   | 0,9 | 0,6 | 18,6 |